# Информационные ресурсы
Информацио́нные ресу́рсы — это совокупность данных и информации, представленных в различных формах и используемых для удовлетворения информационных потребностей пользователей. Эти ресурсы могут быть представлены в виде текстов, изображений, аудио- и видеоматериалов, а также структурированных данных и баз данных.
Информационные ресурсы являются одним из видов общественных/экономических ресурсов — факторов производства.

## Виды информационных ресурсов
- Текстовые ресурсы: включают книги, статьи, журналы, блоги и другие текстовые материалы. Они могут быть как печатными, так и цифровыми[3].
- Мультимедийные ресурсы: охватывают изображения, видео и аудио материалы, используемые для обучения, развлечения и коммуникации[4].
- Базы данных: структурированные наборы данных, которые могут быть использованы для анализа, исследования и управления информацией. Примеры включают библиографические базы данных, научные базы данных и базы данных клиентов[5].
- Электронные библиотеки и архивы: онлайн-коллекции текстовых и мультимедийных материалов, доступных для поиска и использования.[6]

## Роль информационных ресурсов
Информационные ресурсы играют ключевую роль в различных сферах деятельности, таких как образование, наука, бизнес, здравоохранение и государственное управление. Они способствуют:
- Образованию и самообразованию: предоставление учебных материалов и ресурсов для студентов и преподавателей.
- Научным исследованиям: доступ к научным статьям, данным и исследованиям для ученых и исследователей.
- Бизнесу и экономике: предоставление данных и аналитических инструментов для принятия обоснованных решений и стратегического планирования.
- Медицине и здравоохранению: доступ к медицинским данным и исследованиям для улучшения диагностики и лечения пациентов.
- Государственному управлению: обеспечение открытости и доступности информации для граждан, повышение прозрачности и эффективности государственного управления.